# Luigi Wimmer
Luigi Wimmer (Retz, 21 giugno 1842 – Gardone Riviera, 14 agosto 1883) è stato un patriota e ingegnere italiano di origine austriaca.
Fu garibaldino e sindaco nel 1881 di Gardone Riviera.

## Biografia

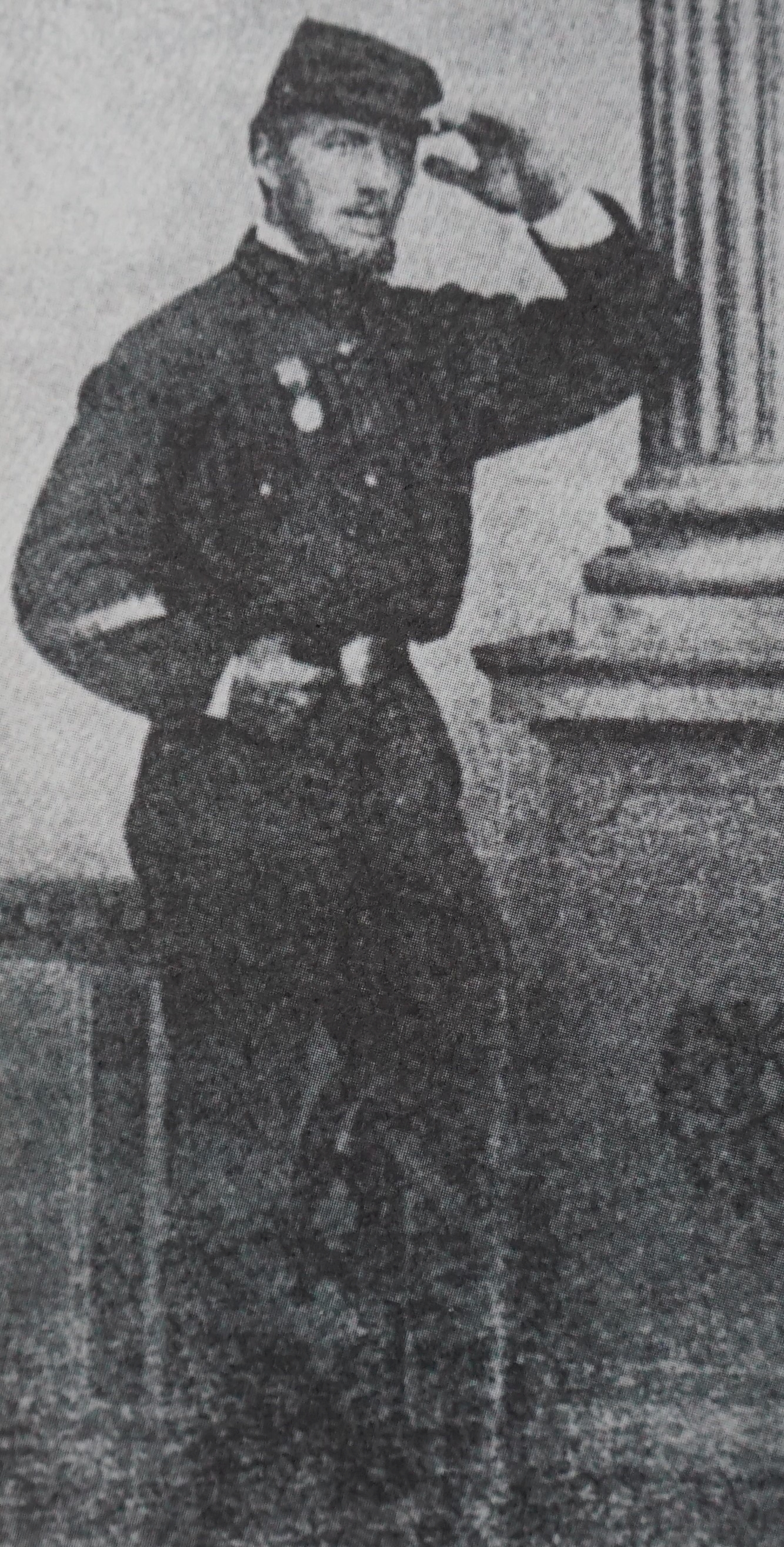
Luigi Wimmer in divisa di garibaldino

Nato in Austria, orfano di padre nella prima infanzia, si trasferì a Verona con la madre, quando ella si risposò con il conte Paloschi.

### Garibaldino
Giovanissimo, nel 1860 prese parte alla spedizione dei Mille, dove si arruolò nella Legione Medici, prendendo parte alla battaglia di Milazzo e alla presa di Messina.
Studiò quindi all'università di Padova per divenire ingegnere, ma interruppe gli studi nel 1866 per seguire Garibaldi con il Corpo Volontari Italiani nella terza guerra di indipendenza. Ferito nella battaglia di Monte Suello, fu fatto prigioniero e rischiò la fucilazione a causa della doppia cittadinanza, ma la pace con l'Austria gli salvò la vita.  La sua camicia rossa è custodita nel Museo del Risorgimento a Brescia.

### Ingegnere
Nel 1867 si laureò in Ingegneria a Padova, ove divenne amico di Angelo Fuchs. Si occupò di costruzioni ferroviarie in particolare nel Voralberg.
Sposò Emilia Holzgärtner anch'essa originaria di Retz.
A seguito di una malattia renale cercò un luogo ove curarsi e si trasferì con la moglie e le due figlie a Gardone Riviera ove nel 1877 acquistò la tenuta Cargnacco. Nel 1879 entrò nel consiglio comunale e nel 1881 fu eletto sindaco della cittadina. Durante il suo mandato fece costruire l'acquedotto, promosse la presenza di un ufficio postale e l'attracco dei battelli, che si trova tuttora nella piazza a lui intitolata.

### Imprenditore
Ebbe l'idea di un albergo in riva al lago di Garda, che chiamò Pizzocolo in onore della montagna che domina il paesaggio della sponda bresciana del Lago. Un albergo con cui cominciò a trasformare quel piccolo borgo di pescatori, contadini e carbonai in una celebre stazione climatica invernale della Mitteleuropa.
Dopo la sua morte prematura, a soli 41 anni, la moglie volle continuare la sua opera di promozione turistica, cambiando il nome in Grand Hotel Gardone Riviera mentre l'amico di università, Angelo Fuchs, realizzò l'ampliamento (lo storico Giuseppe Solitro scrisse nel 1897 che quell'albergo era "un paese, con 300 stanze tutte aperte a mezzodì", sale, gallerie, giardini con vegetazione artificiale e addirittura i termosifoni) diventando un simbolo della Belle époque: costituirà infatti la principale attrattiva per i tanti turisti della Mitteleuropa, che soggiornarono a Gardone e vi costruirono splendide residenze, fino a quando la prima guerra mondiale spezzò i legami con il mondo germanico.